# Istvántelek
Istvántelek ([ˈiʃtvaːntɛlɛk]) est un quartier de Budapest situé dans le 4e arrondissement. 